# Noémi Szécsi
Noémi Szécsi, född 29 mars 1976 i Szentes, är en ungersk författare och översättare.
Hon studerade i Budapest och Helsingfors. Hon debuterade 2002 med novellsamlingen Finnugor vámpír, som senare översattes till engelska som The Finno-Ugrian Vampire. Hennes historiska kortroman Kommunista Monte (2006), i engelsk översättning Communist Monte Cristo, vann 2009 Europeiska unionens litteraturpris.

### Skönlitteratur[3]
- 2002 – Finnugor vámpír (noveller)
- 2006 – Kommunista Monte (historiska noveller)
- 2009 – Utolsó kentaur ("Den sista kentauren")
- 2011 – Nyughatatlanok ("De rastlösa")

## Priser och utmärkelser
- Europeiska unionens litteraturpris 2009